# Pseudantechinus mimulus
Pseudantechinus mimulus е вид бозайник от семейство Торбести мишки (Dasyuridae). Видът е застрашен от изчезване.

## Разпространение
Разпространен е в Австралия (Северна територия).